# فيليب الثاني أرينا
ملعب فيليب الثاني أرينا هو ملعب متعدد الاستخدام يقع في سكوبيه عاصمة جمهورية مقدونيا . غالبا ما يتم استخدامه لمباريات كرة القدم . يسع الملعب لجلوس 36،400 متفرج . يعتبر الملعب الرسمي الذي يخوض فيه منتخب جمهورية مقدونيا مبارياته الدولية . تم افتتاح الملعب في سنة 1947 .